# Hlavče Njive
Hlavče Njive je naselje u slovenskoj Općini Gorenjoj vasi - Poljane. Hlavče Njive se nalazi u pokrajini Gorenjskoj i statističkoj regiji Gorenjskoj. 

## Stanovništvo
Prema popisu stanovništva iz 2002. godine naselje je imalo 55 stanovnika.